# Harry Hebner
Harry Joseph Hebner (Chicago, Illinois, 15 de juny de 1891 – Michigan City, Indiana, 12 d'octubre de 1968) va ser un nedador i waterpolista estatunidenc que va competir a durant el primer quart del segle xx.
El 1908 va prendre part en els Jocs Olímpics de Londres, on guanyà la medalla de bronze en els relleus 4x200 metres lliures, junt a Leslie Rich, Leo Goodwin i Charles Daniels. També diputà els 100 metres lliures del programa de natació, quedant eliminat en sèries.
Quatre anys més tard, als Jocs d'Estocolm, guanyà dues medalles del programa de natació: la d'or en els 100 metres esquena i la plata en els relleus 4x200 metres lliures, formant equip amb Ken Huszagh, Duke Kahanamoku i Perry McGillivray. En canvi en els 100 metres lliures quedà eliminat en les sèries.
Després de l'interval provocat per la Primera Guerra Mundial va prendre part en uns tercers i darrers Jocs, els d'Anvers de 1920. En aquesta ocasió disputà la competició de waterpolo, on fou sisè en la classificació final.